# Юрино (Граховский район)
Юрино — упразднённая деревня в Граховском районе Удмуртии.

## История
С 1924 года деревня входила в состав Русско-Адам-Учинский сельсовета, но уже в следующем 1925 году сельсовет был разукрупнён и образован Верхнекокшанский сельсовет в состав которого отошла деревня. В 1954 году Верхнекокшанский сельсовет упразднён и деревня отошла к Новогорскому сельсовету.
Указом Президиума Верховного Совета УАССР от 20 апреля 1978 года деревня Юрино Новогорского сельсовета была исключена с учёта.